# Surodadi (Sayung)
Surodadi is een bestuurslaag in het regentschap Demak van de provincie Midden-Java, Indonesië. Surodadi telt 2666 inwoners (volkstelling 2010).